# Спортивный клуб

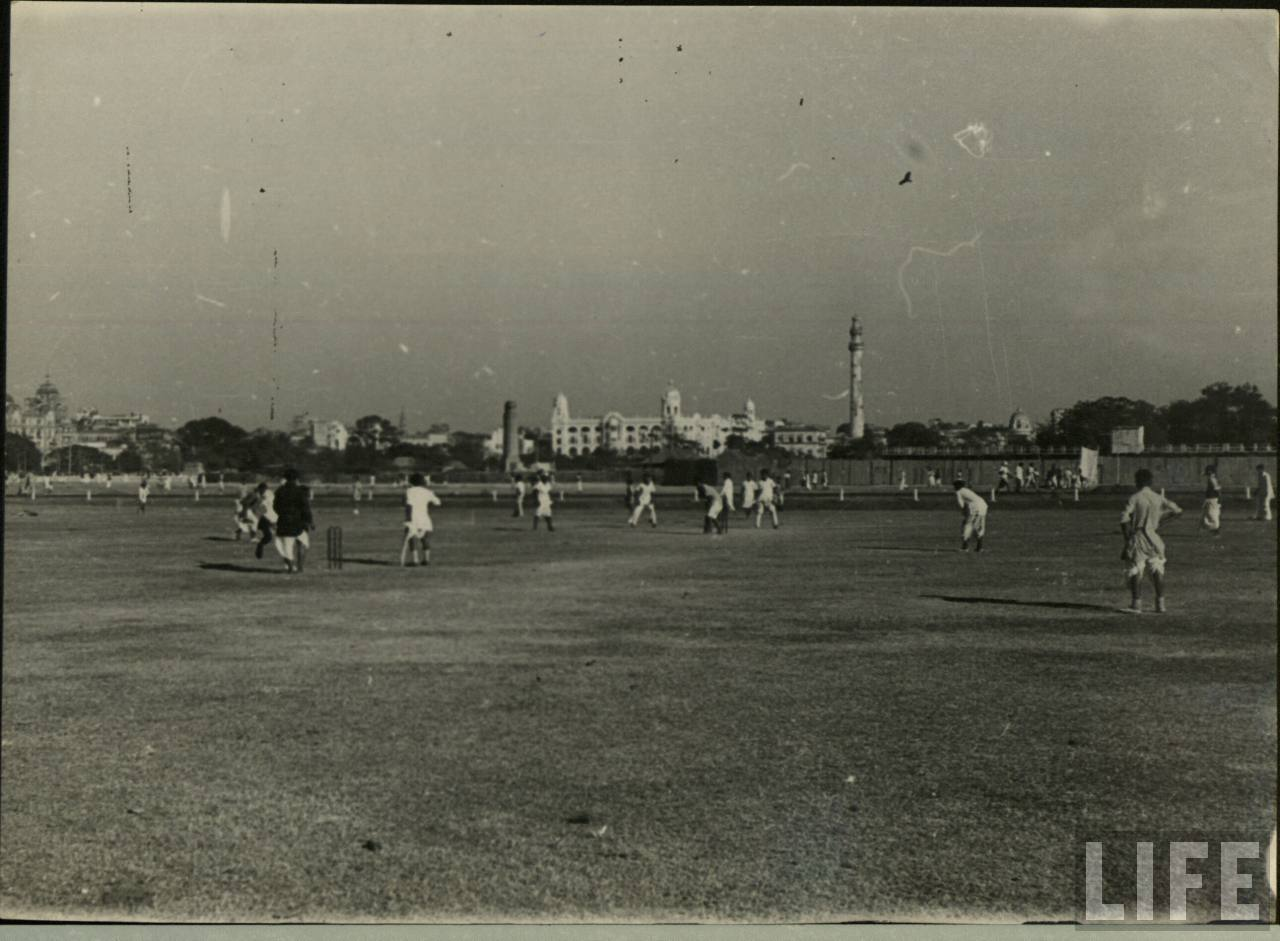
Calcutta Cricket and Football Club — старейший спортивный клуб в мире, основанный в 1792 году

Спортивный клуб — первичная организация, объединяющая спортсменов и любителей спорта.

## История
Спортивные клубы, как и любые клубы вообще, возникли в конце XVIII века в Британской империи, по мере развития английского спорта (главным образом футбола и игр с мячом, но не только).
В России первые спортивные клубы были созданы в Петербурге: в 1846 — Императорский яхт-клуб, в 1860 — речной яхт-клуб и клуб спортивных игр, в 1864 — клуб конькобежного спорта и в 1868 — теннисный и крикетный клуб; в 1864 в Москве основан речной яхт-клуб.
В социалистических странах спортивных клубов в современном западном понимании этого слова не существовало, все они были упразднены вскоре после Октябрьской революции как буржуазный пережиток, — подобные спортивные организации по мнению советских идеологов «воспитывали молодежь в националистическом духе, насаждали буржуазные нравы» (на некоторый период было возвращение спортивных клубов в период НЭПа, вскоре после его завершения, так же упразднённых советской властью; в аннексированных СССР странах такие же упразднения произошли после аннексии) вместо них в период военного коммунизма физкультура и спорт были введены в систему допризывной подготовки, легально функционировали только военно-спортивные организации, а с середины 1920-х гг. стали существовать 
- территориальные отделения того или иного спортивного общества,
- спортивные команды (см. командный вид спорта) при предприятиях и учреждениях,

позже также ставшие называться на западный манер «клубами».

## Разновидности
Спортивный клуб может быть:
1) составной частью какой-либо структуры, организации, компании, предприятия, в т. ч. иерархически более развитого и многочисленного сообщества спортсменов — спортивного общества;
2) самостоятельной единицей в рамках той или иной спортивной федерации/ассоциации;
3) полностью независимой от каких-либо контролирующих инстанций организацией.
Различают клубы любительские, бюджет которых складывается из профсоюзных отчислений, арендной платы за пользование спортивными сооружениями, членских взносов, и профессиональные, финансируемые крупными предпринимателями, акционерными компаниями и являющиеся по существу коммерческими предприятиями профессионального спорта.